# Natation aux Jeux olympiques d'été de 2008
Navigation
Les épreuves de natation des Jeux olympiques d'été de 2008 se déroulent du 9 au 21 août 2008 à Pékin en République populaire de Chine. À cette occasion, 34 épreuves sont organisées : 17 pour les femmes, 17 pour les hommes. Parmi ces épreuves, la nage en eau libre apparaît pour la première fois au programme avec une épreuve de 10 km pour les femmes et les hommes.
25 records du monde et 65 records olympiques sont battus lors de cette édition. Le nageur américain Michael Phelps remporte par ailleurs 8 médailles d'or (record absolu), établissant au passage sept records du monde.

## Organisation

### Site des compétitions

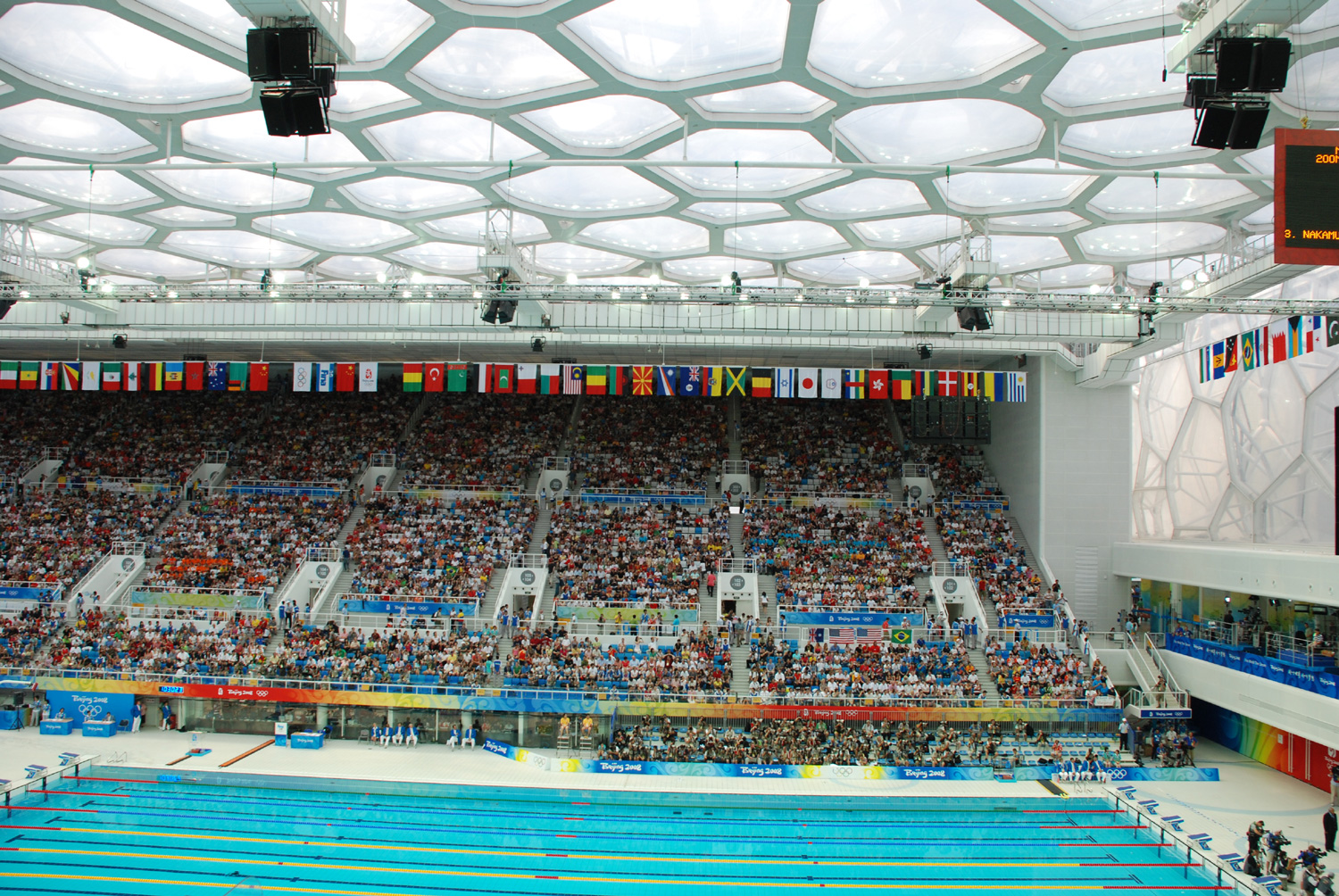
Le Centre national de natation durant les Jeux olympiques de Pékin

L'ensemble des épreuves en bassin se déroulent dans le Centre national de natation de Pékin situé non loin du Stade national de Pékin où sont organisées les cérémonies d'ouverture et de clôture ainsi que les épreuves d'athlétisme. D'une capacité de 17 000 places, le « cube d'eau », comme le bâtiment est surnommé, accueille également les épreuves de natation synchronisée et de plongeon. Situé dans le Parc olympique, la construction de l'installation olympique a débuté en décembre 2003. Une fois la construction achevée, il est inauguré le 28 janvier 2008 puis est testé pour la première dans les conditions olympiques à l'occasion de l'Open de Chine (31 janvier - 5 février 2008).
Les deux nouvelles épreuves de nage en eau libre se dérouleront au Parc aquatique olympique de Shunyi où sont également organisées les épreuves d'aviron et de canoë-kayak. La construction du site est engagée depuis le premier semestre 2004.

### Nouvelles épreuves
Le 27 octobre 2005, le Comité international olympique accepte la proposition de la Fédération internationale de natation d'inclure la nage en eau libre au programme des Jeux de Beijing. Hommes et femmes disputeront ainsi une épreuve de 10 km disputée régulièrement lors des derniers championnats du monde de natation. Celles-ci se dérouleront dans un bassin artificiel dans le Parc aquatique olympique de Shunyi. L'ajout de ces deux nouvelles épreuves porte à 34 le nombre de compétitions de natation pour ces Jeux olympiques.

### Calendrier
| S | Séries | 1/2 | Demi-finales | F | Finales |

| Août                 | 9 | 10  | 11  | 12  | 13  | 14  | 15  | 16 | 17 | 18 | 19 | 20 | 21 |
| -------------------- | - | --- | --- | --- | --- | --- | --- | -- | -- | -- | -- | -- | -- |
| Nage libre           |   |     |     |     |     |     |     |    |    |    |    |    |    |
| 50 m                 |   |     |     |     |     | S   | 1/2 | F  |    |    |    |    |    |
| 100 m                |   |     |     | S   | 1/2 | F   |     |    |    |    |    |    |    |
| 200 m                |   | S   | 1/2 | F   |     |     |     |    |    |    |    |    |    |
| 400 m                | S | F   |     |     |     |     |     |    |    |    |    |    |    |
| 1500 m               |   |     |     |     |     |     | S   |    | F  |    |    |    |    |
| Papillon             |   |     |     |     |     |     |     |    |    |    |    |    |    |
| 100 m                |   |     |     |     |     | S   | 1/2 | F  |    |    |    |    |    |
| 200 m                |   |     | S   | 1/2 | F   |     |     |    |    |    |    |    |    |
| Dos                  |   |     |     |     |     |     |     |    |    |    |    |    |    |
| 100 m                |   | S   | 1/2 | F   |     |     |     |    |    |    |    |    |    |
| 200 m                |   |     |     |     | S   | 1/2 | F   |    |    |    |    |    |    |
| Brasse               |   |     |     |     |     |     |     |    |    |    |    |    |    |
| 100 m                | S | 1/2 | F   |     |     |     |     |    |    |    |    |    |    |
| 200 m                |   |     |     | S   | 1/2 | F   |     |    |    |    |    |    |    |
| 4 nages              |   |     |     |     |     |     |     |    |    |    |    |    |    |
| 200 m                |   |     |     |     | S   | 1/2 | F   |    |    |    |    |    |    |
| 400 m                | S | F   |     |     |     |     |     |    |    |    |    |    |    |
| Relais               |   |     |     |     |     |     |     |    |    |    |    |    |    |
| 4 × 100 m nage libre |   | S   | F   |     |     |     |     |    |    |    |    |    |    |
| 4 × 200 m nage libre |   |     |     | S   | F   |     |     |    |    |    |    |    |    |
| 4 × 100 m 4 nages    |   |     |     |     |     |     | S   |    | F  |    |    |    |    |
| Eau libre            |   |     |     |     |     |     |     |    |    |    |    |    |    |
| Marathon 10 km       |   |     |     |     |     |     |     |    |    |    |    |    | F  |

| Août                 | 9 | 10  | 11  | 12  | 13  | 14  | 15  | 16  | 17 | 18 | 19 | 20 | 21 |
| -------------------- | - | --- | --- | --- | --- | --- | --- | --- | -- | -- | -- | -- | -- |
| Nage libre           |   |     |     |     |     |     |     |     |    |    |    |    |    |
| 50 m                 |   |     |     |     |     |     | S   | 1/2 | F  |    |    |    |    |
| 100 m                |   |     |     |     | S   | 1/2 | F   |     |    |    |    |    |    |
| 200 m                |   |     | S   | 1/2 | F   |     |     |     |    |    |    |    |    |
| 400 m                |   | S   | F   |     |     |     |     |     |    |    |    |    |    |
| 800 m                |   |     |     |     |     | S   |     | F   |    |    |    |    |    |
| Papillon             |   |     |     |     |     |     |     |     |    |    |    |    |    |
| 100 m                | S | 1/2 | F   |     |     |     |     |     |    |    |    |    |    |
| 200 m                |   |     |     | S   | 1/2 | F   |     |     |    |    |    |    |    |
| Dos                  |   |     |     |     |     |     |     |     |    |    |    |    |    |
| 100 m                |   | S   | 1/2 | F   |     |     |     |     |    |    |    |    |    |
| 200 m                |   |     |     |     |     | S   | 1/2 | F   |    |    |    |    |    |
| Brasse               |   |     |     |     |     |     |     |     |    |    |    |    |    |
| 100 m                |   | S   | 1/2 | F   |     |     |     |     |    |    |    |    |    |
| 200 m                |   |     |     |     | S   | 1/2 | F   |     |    |    |    |    |    |
| 4 nages              |   |     |     |     |     |     |     |     |    |    |    |    |    |
| 200 m                |   |     | S   | 1/2 | F   |     |     |     |    |    |    |    |    |
| 400 m                | S | F   |     |     |     |     |     |     |    |    |    |    |    |
| Relais               |   |     |     |     |     |     |     |     |    |    |    |    |    |
| 4 × 100 m nage libre | S | F   |     |     |     |     |     |     |    |    |    |    |    |
| 4 × 200 m nage libre |   |     |     |     | S   | F   |     |     |    |    |    |    |    |
| 4 × 100 m 4 nages    |   |     |     |     |     |     | S   |     | F  |    |    |    |    |
| Eau libre            |   |     |     |     |     |     |     |     |    |    |    |    |    |
| Marathon 10 km       |   |     |     |     |     |     |     |     |    |    |    | F  |    |

| S | Séries | 1/2 | Demi-finales | F | Finales |

### Épreuves et critères de qualification

#### Natation en bassin

##### Épreuves individuelles
Chaque délégation nationale ou comité national olympique peut inscrire deux représentants par épreuve si ces deux nageurs ont rempli les critères de qualification A, un seul représentant par épreuve si ce nageur a rempli les critères de qualification B. La période pour réaliser ces minima débute le 15 mars 2007 et s'achève le 15 juillet 2008. Les nageurs doivent réaliser ces minima lors des compétitions reconnues et approuvées par la FINA : championnats continentaux, les sélections olympiques nationales et les compétitions internationales.
Les temps de qualification établis par la FINA sont les suivants :
| Épreuve           | Hommes         | Hommes         | Femmes        | Femmes        |
| ----------------- | -------------- | -------------- | ------------- | ------------- |
| Épreuve           | Minima A       | Minima B       | Minima A      | Minima B      |
| 50 m nage libre   | 22 s 35        | 23 s 13        | 25 s 43       | 26 s 32       |
| 100 m nage libre  | 49 s 23        | 50 s 95        | 55 s 24       | 57 s 17       |
| 200 m nage libre  | 1 min 48 s 72  | 1 min 52 s 53  | 1 min 59 s 29 | 2 min 03 s 47 |
| 400 m nage libre  | 3 min 49 s 96  | 3 min 58 s 01  | 4 min 11 s 26 | 4 min 20 s 05 |
| 800 m nage libre  | Non disputé    | Non disputé    | 8 min 35 s 98 | 8 min 54 s 04 |
| 1500 m nage libre | 15 min 13 s 16 | 15 min 45 s 12 | Non disputé   | Non disputé   |
| 100 m dos         | 55 s 14        | 57 s 07        | 1 min 01 s 70 | 1 min 03 s 86 |
| 200 m dos         | 1 min 59 s 72  | 2 min 03 s 91  | 2 min 12 s 73 | 2 min 17 s 38 |
| 100 m brasse      | 1 min 01 s 57  | 1 min 03 s 72  | 1 min 09 s 01 | 1 min 11 s 43 |
| 200 m brasse      | 2 min 13 s 69  | 2 min 18 s 37  | 2 min 28 s 21 | 2 min 33 s 40 |
| 100 m papillon    | 52 s 86        | 54 s 71        | 59 s 35       | 1 min 01 s 43 |
| 200 m papillon    | 1 min 57 s 67  | 2 min 01 s 79  | 2 min 10 s 84 | 2 min 15 s 42 |
| 200 m 4 nages     | 2 min 01 s 40  | 2 min 05 s 65  | 2 min 15 s 27 | 2 min 19 s 97 |
| 400 m 4 nages     | 4 min 18 s 40  | 4 min 27 s 44  | 4 min 45 s 08 | 4 min 55 s 06 |

##### Relais
Chaque délégation nationale ne peut inscrire qu'un relais par épreuve. 16 relais par épreuve participeront aux Jeux de Beijing. 12 se sont qualifiés en terminant aux 12 premières places lors des séries éliminatoires des championnats du monde de natation 2007 organisés à Melbourne. Pour chaque épreuve, les quatre derniers relais seront sélectionnés par la FINA sur la base des résultats obtenus lors des quinze mois précédant le début des Jeux olympiques.
| Compétition                          | Pays qualifiés | Pays qualifiés                                                                                                 | Pays qualifiés |
| ------------------------------------ | --- | --- | --- |
| Compétition                          | 4 × 100 m nage libre                                                                                                  | 4 × 200 m nage libre                                                                                           | 4 × 100 m 4 nages |
| Championnats du monde 2007 Melbourne | Italie Suède États-Unis Australie France Canada Brésil Afrique du Sud Grande-Bretagne Allemagne Suisse Japon Source : | États-Unis Australie Canada Italie Japon Russie Grande-Bretagne Pologne Allemagne France Brésil Grèce Source : | Japon Russie Afrique du Sud Australie France Grande-Bretagne Italie Roumanie Brésil Ukraine Nouvelle-Zélande Biélorussie Source : |
| Classement mondial FINA              | les 4 meilleurs relais                                                                                                | les 4 meilleurs relais                                                                                         | les 4 meilleurs relais |
| Total                                | 16 | 16 | 16 |

| Compétition                          | Pays qualifiés | Pays qualifiés | Pays qualifiés                                                                                                |
| ------------------------------------ | --- | --- | --- |
| Compétition                          | 4 × 100 m nage libre | 4 × 200 m nage libre | 4 × 100 m 4 nages                                                                                             |
| Championnats du monde 2007 Melbourne | États-Unis Pays-Bas Australie Suède Allemagne Chine France Grande-Bretagne Biélorussie Canada Ukraine Nouvelle-Zélande Source : | Australie Allemagne France Japon Grande-Bretagne Pays-Bas Suède États-Unis Chine Nouvelle-Zélande Canada Espagne Source : | États-Unis Australie Japon Chine Allemagne Suède Russie Grande-Bretagne France Italie Canada Ukraine Source : |
| Classement mondial FINA              | les 4 meilleurs relais | les 4 meilleurs relais | les 4 meilleurs relais                                                                                        |
| Total                                | 16 | 16 | 16 |

#### Nage en eau libre
25 hommes et 25 femmes participeront aux épreuves de nage en eau libre. Chaque délégation ne peut engager plus de 2 représentants par épreuve. La Chine est assurée de décrocher un quota par épreuve ; en revanche, si un de ses représentants se qualifie par le biais des Mondiaux de Séville, une place qualificative supplémentaire sera mise en jeu lors du marathon préolympique.
| Compétition                             | Date                 | Nageurs qualifiés |
| --------------------------------------- | -------------------- | --- |
| Championnats du monde 2008 Séville      | 4 mai 2008           | 10 premiers de l'épreuve du 10 km : Vladimir Dyatchin David Davies Thomas Lurz Maarten van der Weijden Evgeny Drattsev Ky Hurst Mark Warkentin Valerio Cleri Gianniotis Spridon Brian Ryckeman |
| Championnats du monde 2008 Séville      | 4 mai 2008           | Représentation continentale * ** : Gilles Rondy Luis Escobar Mohamed El Zanaty Saleh Mohammad                                                                                                  |
| Nation hôte                             | Qualifié d'office    | 1 nageur chinois |
| Marathon olympique qualificatif Beijing | 31 mai-1er juin 2008 | Les 10 premiers nageurs Petar Stoychev Csaba Gercsak Rostislav Vitek Chad Ho Erwin Maldonado Allan Do Carmo Damian Blaum Daniel Katzir Jose Francisco Hervas Arseniy Lavrentyev **             |
| Total                                   | Total                | 25 |

| * Le premier représentant de chacun des cinq continents obtient sa qualification. |
| ** L'Australie était le seul pays océanien à participer aux championnats du monde, le continent ne reçoit pas de quota supplémentaire puisqu'ayant placé un nageur dans les dix premiers. De ce fait, cette place est attribuée lors du marathon préolympique de Beijing. |

| Compétition                                | Date                 | Nageuses qualifiées |
| ------------------------------------------ | -------------------- | --- |
| Championnats du monde 2008 Séville         | 3 mai 2008           | 10 premières de l'épreuve du 10 km : Larisa Ilchenko Cassandra Patten Yurema Requena Natalie du Toit Jana Pechanova Poliana Okimoto Angela Maurer Keri-Anne Payne Aurélie Muller Ana Marcela Cunha           |
| Championnats du monde 2008 Séville         | 3 mai 2008           | Représentation continentale * : Edith van Dijk Fang Yanqiao Andreina Pinto Melissa Gorman |
| Marathon préolympique qualificatif Beijing | 31 mai-1er juin 2008 | Les 11 premières nageuses Chloe Sutton Martina Grimaldi Mariánna Lympertá Nataliya Samorodina Kristel Kobrich Imelda Martinez Eva Berglund Teja Zupan Antonella Bogarin Olga Beresneva ** Daniela Inacio *** |
| Total                                      | Total                | 25 |

| * La première représentante de chacun des cinq continents obtient sa qualification. |
| ** Puisque l'Afrique du Sud était le seul pays africain à participer aux championnats du monde, le continent ne reçoit pas de quota supplémentaire puisqu'ayant placé une nageuse dans les dix premières. De ce fait, cette place est attribuée lors du marathon préolympique de Pékin. |
| *** La Chine ayant qualifié une nageuse lors des championnats du monde, la place automatique qui lui était réservée est attribuée lors du marathon préolympique. |

## Polémiques

### Les horaires des finales

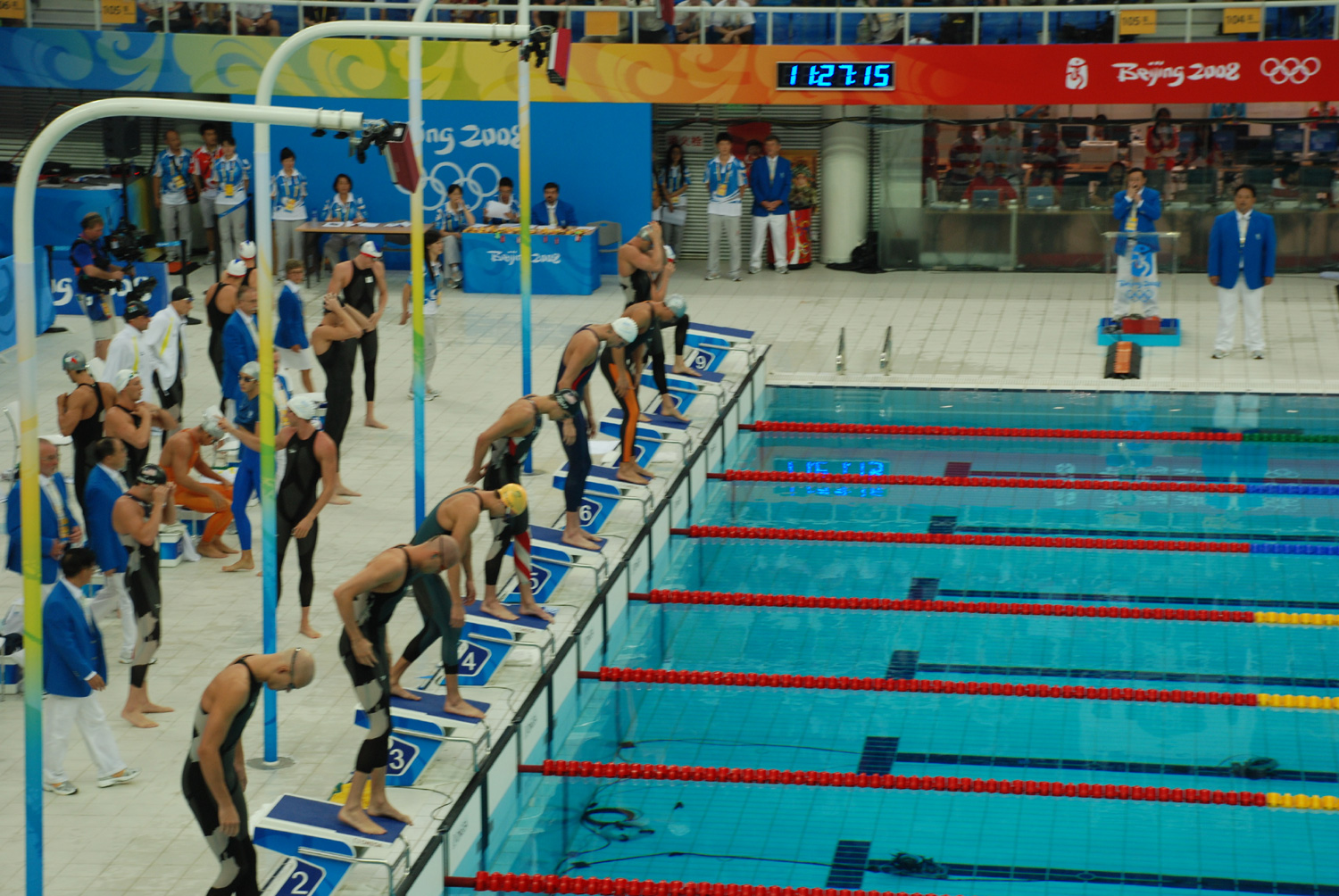
Le départ du relais 4 × 100m est donné à 11h27 le matin du 11 août 2008 au Cube d'eau

Le 26 octobre 2006, le Comité international olympique officialise le déplacement des finales de natation et de gymnastique lors des matinées (alors qu'elles se déroulaient en fin d'après-midi auparavant), horaires plus à même de satisfaire le groupe audiovisuel américain NBC, détenteur des droits de diffusion des compétitions olympiques aux États-Unis et principal bailleur de fonds du CIO. En effet, avec le décalage horaire, ce changement pourrait permettre à la chaîne de télévision de diffuser en première partie de soirée les finales où les Américains, par le biais notamment de leur vedette Michael Phelps, ont de grandes chances de victoires. En réponse aux suspicions de connivence, le président de la commission de coordination du CIO, Hein Verbruggen, dément en affirmant que cette décision répond au besoin de « trouver le meilleur équilibre pour le mouvement olympique dans son ensemble ». Cependant, le CIO, son président Jacques Rogge et Hein Verbruggen sont vivement critiqués par la plupart des intéressés, nageurs non-américains en particulier, et sont accusés de privilégier les enjeux financiers à l'esprit olympique.

### L'émulation de la natation mondiale

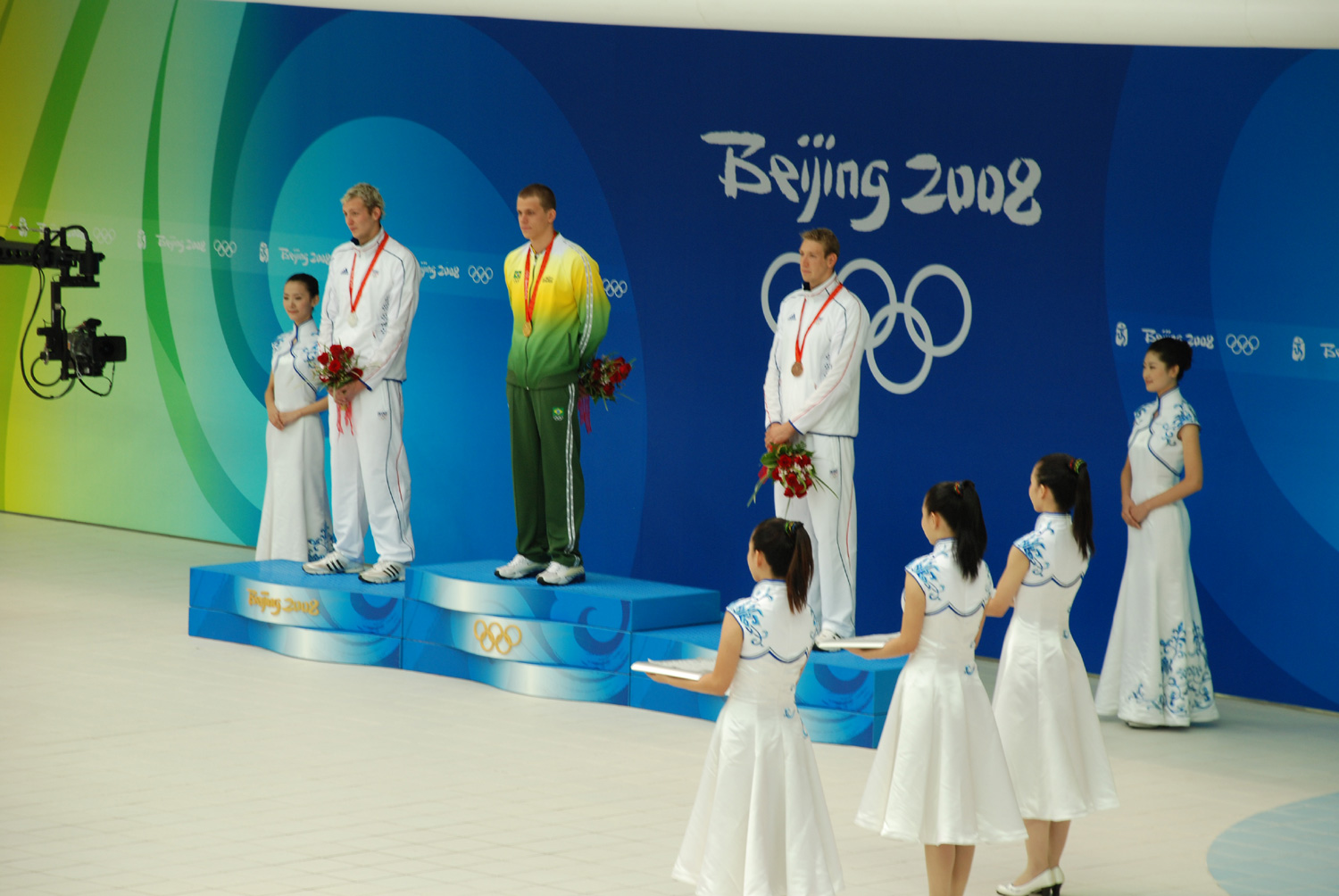
Le podium du 50 m nage libre, le 16 août 2008 : de gauche à droite : Amaury Leveaux (France), César Cielo (Brésil, vainqueur) et Alain Bernard (France)

Lors des sept premiers mois de l'année 2008, 52 records du monde en grand et petit bassin sont battus essentiellement lors des championnats d'Europe, des championnats du monde en petit bassin ou encore des sélections olympiques américaines et australiennes. Outre l'approche du rendez-vous olympique qui encourage la réalisation de meilleures temps, les observateurs soupçonnent les nouvelles combinaisons des équipementiers d'être à l'origine de ces performances. En tête des critiques, la LZR Racer de l'Australien Speedo qui a été utilisée lors de la majorité des records battus. Mais bien que certaines fédérations nationales aient pris la décision d'en interdire l'utilisation, la Fédération internationale de natation choisit de valider l'ensemble des « combinaisons approuvées jusqu'ici en adéquation avec les spécifications requises ». Élaborée en collaboration avec la NASA, la combinaison Speedo a en effet passé avec succès l'ensemble des contrôles de conformité avec les règlements. Pourtant, plusieurs observateurs et des tests effectués estiment qu'elle permettrait de diminuer de 5 % la trainée du nageur et d'améliorer de 2 % les performances chronométriques.

## Résultats

### Tableau des médailles
| Rang | Nation          | Or | Argent | Bronze | Total |
| ---- | --------------- | -- | ------ | ------ | ----- |
| 1    | États-Unis      | 12 | 9      | 10     | 31    |
| 2    | Australie       | 6  | 6      | 8      | 20    |
| 3    | Grande-Bretagne | 2  | 2      | 2      | 6     |
| 4    | Japon           | 2  | 0      | 3      | 5     |
| 5    | Allemagne       | 2  | 0      | 1      | 3     |
| 6    | Pays-Bas        | 2  | 0      | 0      | 2     |
| 7    | Chine           | 1  | 3      | 2      | 6     |
| 8    | Zimbabwe        | 1  | 3      | 0      | 4     |
| 9    | France          | 1  | 2      | 3      | 6     |
| 10   | Russie          | 1  | 1      | 2      | 4     |
| 11   | Italie          | 1  | 1      | 0      | 2     |
| 12   | Corée du Sud    | 1  | 1      | 0      | 2     |
| 13   | Brésil          | 1  | 0      | 1      | 2     |
| 14   | Tunisie         | 1  | 0      | 0      | 1     |
| 15   | Hongrie         | 0  | 3      | 0      | 3     |
| 16   | Norvège         | 0  | 1      | 1      | 2     |
| 17   | Slovénie        | 0  | 1      | 0      | 1     |
| 18   | Serbie          | 0  | 1      | 0      | 1     |
| 19   | Autriche        | 0  | 0      | 1      | 1     |
| 20   | Canada          | 0  | 0      | 1      | 1     |
| 21   | Danemark        | 0  | 0      | 1      | 1     |

### Podiums
Pour des résultats plus complets, voir les articles :
- Pour les femmes, Natation aux Jeux olympiques d'été de 2008, résultats détaillés - Femmes ;
- Pour les hommes, Natation aux Jeux olympiques d'été de 2008, résultats détaillés - Hommes.

Légende
| - RM : record du monde - RO : record olympique - RAf : record d'Afrique - RAm : record des Amériques | - RAs : record d'Asie - RE : record d'Europe - ROc : record d'Océanie |

#### Natation en bassin

##### Hommes
| Discipline           | Médaille d'or                                                         | Performance          | Médaille d'argent                                                                                   | Performance         | Médaille de bronze                                                     | Performance         |
| Nage libre           |                                                                       |                      | |                     |                                                                        |                     |
| 50 m                 | César Cielo (BRA)                                                     | 21 s 30 (RO)         | Amaury Leveaux (FRA)                                                                                | 21 s 45             | Alain Bernard (FRA)                                                    | 21 s 49             |
| 100 m                | Alain Bernard (FRA)                                                   | 47 s 21              | Eamon Sullivan (AUS)                                                                                | 47 s 32             | Jason Lezak (USA) César Cielo (BRA)                                    | 47 s 67             |
| 200 m                | Michael Phelps (USA)                                                  | 1 min 42 s 96 (RM)   | Park Tae-hwan (KOR)                                                                                 | 1 min 44 s 85       | Peter Vanderkaay (USA)                                                 | 1 min 45 s 14       |
| 400 m                | Park Tae-hwan (KOR)                                                   | 3 min 41 s 86 (RAs)  | Zhang Lin (CHN)                                                                                     | 3 min 42 s 44       | Larsen Jensen (USA)                                                    | 3 min 42 s 78 (RAm) |
| 1 500 m              | Oussama Mellouli (TUN)                                                | 14 min 40 s 84 (RAf) | Grant Hackett (AUS)                                                                                 | 14 min 41 s 53      | Ryan Cochrane (CAN)                                                    | 14 min 42 s 69      |
| Papillon             |                                                                       |                      | |                     |                                                                        |                     |
| 100 m                | Michael Phelps (USA)                                                  | 50 s 58 (RO)         | Milorad Čavić (SRB)                                                                                 | 50 s 59             | Andrew Lauterstein (AUS)                                               | 51 s 12             |
| 200 m                | Michael Phelps (USA)                                                  | 1 min 52 s 03 (RM)   | Laszlo Cseh (HUN)                                                                                   | 1 min 52 s 70 (RE)  | Takeshi Matsuda (JPN)                                                  | 1 min 52 s 97 (RAs) |
| Dos                  |                                                                       |                      | |                     |                                                                        |                     |
| 100 m                | Aaron Peirsol (USA)                                                   | 52 s 54 (RM)         | Matt Grevers (USA)                                                                                  | 53 s 11             | Arkady Vyatchanin (RUS) Hayden Stoeckel (AUS)                          | 53 s 18             |
| 200 m                | Ryan Lochte (USA)                                                     | 1 min 53 s 94 (RM)   | Aaron Peirsol (USA)                                                                                 | 1 min 54 s 33       | Arkady Vyatchanin (RUS)                                                | 1 min 54 s 93       |
| Brasse               |                                                                       |                      | |                     |                                                                        |                     |
| 100 m                | Kōsuke Kitajima (JPN)                                                 | 58 s 91 (RM)         | Alexander Dale Oen (NOR)                                                                            | 59 s 20             | Hugues Duboscq (FRA)                                                   | 59 s 37             |
| 200 m                | Kōsuke Kitajima (JPN)                                                 | 2 min 07 s 64        | Brenton Rickard (AUS)                                                                               | 2 min 08 s 88       | Hugues Duboscq (FRA)                                                   | 2 min 08 s 94       |
| 4 nages              |                                                                       |                      | |                     |                                                                        |                     |
| 200 m                | Michael Phelps (USA)                                                  | 1 min 54 s 23 (RM)   | Laszlo Cseh (HUN)                                                                                   | 1 min 56 s 52       | Ryan Lochte (USA)                                                      | 1 min 56 s 53       |
| 400 m                | Michael Phelps (USA)                                                  | 4 min 03 s 84 (RM)   | Laszlo Cseh (HUN)                                                                                   | 4 min 06 s 16 (RE)  | Ryan Lochte (USA)                                                      | 4 min 08 s 09       |
| Relais               |                                                                       |                      | |                     |                                                                        |                     |
| 4 × 100 m nage libre | États-Unis Michael Phelps Garrett Weber-Gale Cullen Jones Jason Lezak | 3 min 08 s 24 (RM)   | France Amaury Leveaux Fabien Gilot Frédérick Bousquet Alain Bernard Grégory Mallet* Boris Steimetz* | 3 min 08 s 32 (RE)  | Australie Eamon Sullivan Andrew Lauterstein Ashley Callus Matt Targett | 3 min 09 s 91 (ROc) |
| 4 × 200 m nage libre | États-Unis Michael Phelps Ryan Lochte Ricky Berens Peter Vanderkaay   | 6 min 58 s 56 (RM)   | Russie Nikita Lobintsev Evgeny Lagunov Danila Izotov Alexander Sukhorukov                           | 7 min 03 s 70 (RE)  | Australie Patrick Murphy Grant Hackett Grant Brits Nick Frost          | 7 min 04 s 98       |
| 4 × 100 m 4 nages    | États-Unis Aaron Peirsol Brendan Hansen Michael Phelps Jason Lezak    | 3 min 29 s 34 (RM)   | Australie Hayden Stoeckel Brenton Rickard Andrew Lauterstein Eamon Sullivan                         | 3 min 30 s 04 (ROc) | Japon Junichi Miyashita Kosuke Kitajima Takuro Fujii Hisayoshi Sato    | 3 min 31 s 18 (RAs) |

##### Femmes
| Discipline           | Médaille d'or                                                             | Performance        | Médaille d'argent                                                       | Performance         | Médaille de bronze                                                      | Performance         |
| Nage libre           |                                                                           |                    |                                                                         |                     |                                                                         |                     |
| 50 m                 | Britta Steffen (GER)                                                      | 24 s 06 (RO)       | Dara Torres (USA)                                                       | 24 s 07 (RAm)       | Cate Campbell (AUS)                                                     | 24 s 17             |
| 100 m                | Britta Steffen (GER)                                                      | 53 s 12            | Libby Trickett (AUS)                                                    | 53 s 16             | Natalie Coughlin (USA)                                                  | 53 s 39             |
| 200 m                | Federica Pellegrini (ITA)                                                 | 1 min 54 s 82 (RM) | Sara Isakovic (SLO)                                                     | 1 min 54 s 97       | Pang Jiaying (CHN)                                                      | 1 min 55 s 05       |
| 400 m                | Rebecca Adlington (GBR)                                                   | 4 min 03 s 22      | Katie Hoff (USA)                                                        | 4 min 03 s 29       | Joanne Jackson (GBR)                                                    | 4 min 03 s 52       |
| 800 m                | Rebecca Adlington (GBR)                                                   | 8 min 14 s 10 (RM) | Alessia Filippi (ITA)                                                   | 8 min 20 s 23       | Lotte Friis (DEN)                                                       | 8 min 23 s 03       |
| Papillon             |                                                                           |                    |                                                                         |                     |                                                                         |                     |
| 100 m                | Libby Trickett (AUS)                                                      | 56 s 73            | Christine Magnuson (USA)                                                | 57 s 10             | Jessicah Schipper (AUS)                                                 | 57 s 25             |
| 200 m                | Liu Zige (CHN)                                                            | 2 min 04 s 18 (RM) | Jiao Liuyang (CHN)                                                      | 2 min 04 s 72       | Jessicah Schipper (AUS)                                                 | 2 min 06 s 26       |
| Dos                  |                                                                           |                    |                                                                         |                     |                                                                         |                     |
| 100 m                | Natalie Coughlin (USA)                                                    | 58 s 96            | Kirsty Coventry (ZIM)                                                   | 59 s 19             | Margaret Hoelzer (USA)                                                  | 59 s 34             |
| 200 m                | Kirsty Coventry (ZIM)                                                     | 2 min 05 s 24 (RM) | Margaret Hoelzer (USA)                                                  | 2 min 06 s 23       | Reiko Nakamura (JPN)                                                    | 2 min 07 s 13 (RAs) |
| Brasse               |                                                                           |                    |                                                                         |                     |                                                                         |                     |
| 100 m                | Leisel Jones (AUS)                                                        | 1 min 05 s 17      | Rebecca Soni (USA)                                                      | 1 min 06 s 73       | Mirna Jukić (AUT)                                                       | 1 min 07 s 34       |
| 200 m                | Rebecca Soni (USA)                                                        | 2 min 20 s 22 (RM) | Leisel Jones (AUS)                                                      | 2 min 22 s 05       | Sara Nordenstam (NOR)                                                   | 2 min 23 s 02       |
| 4 nages              |                                                                           |                    |                                                                         |                     |                                                                         |                     |
| 200 m                | Stephanie Rice (AUS)                                                      | 2 min 08 s 45 (RM) | Kirsty Coventry (ZIM)                                                   | 2 min 08 s 59       | Natalie Coughlin (USA)                                                  | 2 min 10 s 34       |
| 400 m                | Stephanie Rice (AUS)                                                      | 4 min 29 s 45 (RM) | Kirsty Coventry (ZIM)                                                   | 4 min 29 s 89 (RAf) | Katie Hoff (USA)                                                        | 4 min 31 s 71       |
| Relais               |                                                                           |                    |                                                                         |                     |                                                                         |                     |
| 4 × 100 m nage libre | Pays-Bas Inge Dekker Ranomi Kromowidjojo Femke Heemskerk Marleen Veldhuis | 3 min 33 s 76 (RO) | États-Unis Natalie Coughlin Lacey Nymeyer Kara Lynn Joyce Dara Torres   | 3 min 34 s 33 (RAm) | Australie Cate Campbell Alice Mills Melanie Schlanger Libby Trickett    | 3 min 35 s 05 (ROc) |
| 4 × 200 m nage libre | Australie Stephanie Rice Bronte Barratt Kylie Palmer Linda Mackenzie      | 7 min 44 s 31 (RM) | Chine Yu Yang Qianwei Zhu Miao Tan Pang Jiaying                         | 7 min 45 s 93 (RAs) | États-Unis Allison Schmitt Natalie Coughlin Caroline Burckle Katie Hoff | 7 min 46 s 33 (RAm) |
| 4 × 100 m 4 nages    | Australie Emily Seebohm Leisel Jones Jessicah Schipper Libby Trickett     | 3 min 52 s 69 (RM) | États-Unis Natalie Coughlin Rebecca Soni Christine Magnuson Dara Torres | 3 min 53 s 30 (RAm) | Chine Jing Zhao Sun Ye Yafei Zhou Pang Jiaying                          | 3 min 56 s 11 (RAs) |

#### Nage en eau libre
| Discipline            | Médaille d'or                 | Performance             | Médaille d'argent     | Performance        | Médaille de bronze     | Performance        |
| Marathon 10 km hommes | Maarten van der Weijden (NED) | 1 h 51 min 51 s 60 (RO) | David Davies (GBR)    | 1 h 51 min 53 s 10 | Thomas Lurz (GER)      | 1 h 51 min 53 s 60 |
| Marathon 10 km femmes | Larisa Ilchenko (RUS)         | 1 h 59 min 27 s 70 (RO) | Keri-Anne Payne (GBR) | 1 h 59 min 29 s 70 | Cassandra Patten (GBR) | 1 h 59 min 31 s 00 |

## Records du monde battus
| Date  | Épreuve                     | Nouveau record | Nouveau record                                 | Ancien record               | Ancien record | Ancien record        |
| ----- | --------------------------- | --- | ---------------------------------------------- | --------------------------- | ------------- | -------------------- |
| Date  | Épreuve                     | Nageur | Temps                                          | Nageur                      | Temps         | Date                 |
| 10/08 | 400 mètres 4 nages H        | Michael Phelps États-Unis | 4 min 03 s 84 en finale                        | Michael Phelps États-Unis   | 4 min 05 s 25 | 29/06/2008           |
| 10/08 | 400 mètres 4 nages F        | Stephanie Rice Australie | 4 min 29 s 45 en finale                        | Katie Hoff États-Unis       | 4 min 31 s 12 | 29/06/2008           |
| 10/08 | 4 × 100 mètres nage libre H | États-Unis Nathan Adrian (48 s 82) Cullen Jones (47 s 61) Ben Wildman-Tobriner (48 s 03) Matt Grevers (47 s 77)                      | 3 min 12 s 23 en série                         | États-Unis                  | 3 min 12 s 46 | 19/08/2006           |
| 11/08 | 100 mètres dos F            | Kirsty Coventry Zimbabwe | 58 s 77 en demi-finale (2/2)                   | Natalie Coughlin États-Unis | 58 s 97       | 01/07/2008           |
| 11/08 | 100 mètres brasse H         | Kōsuke Kitajima Japon | 58 s 91 en finale                              | Brendan Hansen États-Unis   | 59 s 13       | 01/08/2006           |
| 11/08 | 100 mètres nage libre H     | Eamon Sullivan Australie | 47 s 24 en finale du 4 × 100 mètres nage libre | Alain Bernard France        | 47 s 50       | 22/03/2008           |
| 11/08 | 4 × 100 mètres nage libre H | États-Unis Michael Phelps (47 s 51) Garrett Weber-Gale (47 s 02) Cullen Jones (47 s 65) Jason Lezak (46 s 06)                        | 3 min 08 s 24 en finale                        | États-Unis                  | 3 min 12 s 23 | 10/08/2008           |
| 11/08 | 200 mètres nage libre F     | Federica Pellegrini Italie | 1 min 55 s 45 en série                         | Laure Manaudou France       | 1 min 55 s 52 | 28/03/2007           |
| 12/08 | 200 mètres nage libre H     | Michael Phelps États-Unis | 1 min 42 s 96 en finale                        | Michael Phelps États-Unis   | 1 min 43 s 86 | 27/03/2007           |
| 12/08 | 100 mètres dos H            | Aaron Peirsol États-Unis | 52 s 54 en finale                              | Aaron Peirsol États-Unis    | 52 s 89       | 01/07/2008           |
| 13/08 | 100 mètres nage libre H     | Alain Bernard France | 47 s 20 en demi-finale (1/2)                   | Eamon Sullivan Australie    | 47 s 24       | 11/08/2008           |
| 13/08 | 100 mètres nage libre H     | Eamon Sullivan Australie | 47 s 05 en demi-finale (2/2)                   | Alain Bernard France        | 47 s 20       | 13/08/2008           |
| 13/08 | 200 mètres nage libre F     | Federica Pellegrini Italie | 1 min 54 s 82 en finale                        | Federica Pellegrini Italie  | 1 min 55 s 45 | 11/08/2008           |
| 13/08 | 200 mètres papillon H       | Michael Phelps États-Unis | 1 min 52 s 03 en finale                        | Michael Phelps États-Unis   | 1 min 52 s 09 | 28/03/2007           |
| 13/08 | 200 mètres 4 nages F        | Stephanie Rice Australie | 2 min 08 s 45 en finale                        | Stephanie Rice Australie    | 2 min 08 s 92 | 25/03/2008           |
| 13/08 | 4 × 200 mètres nage libre H | États-Unis Michael Phelps (1 min 43 s 31) Ryan Lochte (1 min 44 s 28) Ricky Berens (1 min 46 s 29) Peter Vanderkaay (1 min 44 s 68)  | 6 min 58 s 56 en finale                        | États-Unis                  | 7 min 03 s 24 | 30/03/2007           |
| 14/08 | 200 mètres papillon F       | Liu Zige Chine | 2 min 04 s 18 en finale                        | Jessicah Schipper Australie | 2 min 05 s 40 | 17/08/2006           |
| 14/08 | 4 × 200 mètres nage libre F | Australie Stephanie Rice (1 min 56 s 50) Bronte Barratt (1 min 56 s 58) Kylie Palmer (1 min 55 s 22) Linda MacKenzie (1 min 55 s 91) | 7 min 44 s 31 en finale                        | États-Unis                  | 7 min 50 s 09 | 29/03/2007           |
| 15/08 | 200 mètres brasse F         | Rebecca Soni États-Unis | 2 min 20 s 22 en finale                        | Leisel Jones                | 2 min 20 s 54 | 1/02/2006            |
| 15/08 | 200 mètres dos H            | Ryan Lochte États-Unis | 1 min 53 s 94 en finale                        | Ryan Lochte Aaron Peirsol   | 1 min 54 s 32 | 30/03/2007 4/07/2008 |
| 15/08 | 200 mètres 4 nages H        | Michael Phelps États-Unis | 1 min 54 s 23 en finale                        | Michael Phelps États-Unis   | 1 min 54 s 80 | 4/07/2008            |
| 16/08 | 200 mètres dos F            | Kirsty Coventry Zimbabwe | 2 min 05 s 24 en finale                        | Margaret Hoelzer États-Unis | 2 min 06 s 09 | 5/07/2008            |
| 16/08 | 800 mètres nage libre F     | Rebecca Adlington Royaume-Uni | 8 min 14 s 10 en finale                        | Janet Evans États-Unis      | 8 min 16 s 22 | 20/08/1989           |
| 17/08 | 4 × 100 mètres 4 nages F    | Australie Emily Seebohm (59 s 33) Leisel Jones (1 min 04 s 58) Jessicah Schipper (56 s 25) Libby Trickett (52 s 53)                  | 3 min 52 s 69 en finale                        | Australie                   | 3 min 55 s 74 | 31/03/2007           |
| 17/08 | 4 × 100 mètres 4 nages H    | États-Unis Aaron Peirsol (53 s 16) Brendan Hansen (59 s 27) Michael Phelps (50 s 15) Jason Lezak (46 s 76)                           | 3 min 29 s 34 en finale                        | États-Unis                  | 3 min 30 s 68 | 21/08/2004           |